# Kafoumba Touré
Kafoumba Touré (1 Januari 1994) is een Malinese spits. Touré wordt uitgeleend door Royal Antwerp FC aan AFC Tubize.